# Adapisorex
Adapisorex és un gènere extint de mamífers eulipotifles que visqueren a l'Europa occidental durant el Paleocè, fa entre 56 i 61,7 milions d'anys. Se n'han trobat restes fòssils a Alemanya, Bèlgica, Espanya (incloent-hi la formació de Tremp, a Catalunya) i França. Generalment, és considerat l'únic gènere de la família dels adapisorícids (Adapisoricidae), encara que no és un punt de vista universal. Tampoc no hi ha unanimitat pel que fa a les seves afinitats: se sol classificar entre els «erinaceomorfs», però qualques autors el consideren un macroscelideu basal.
El nom genèric Adapisorex és una combinació dels noms dels gèneres Adapis i Sorex i evoca les similituds d'aquests mamífers tant amb els adàpids de l'Eocè com amb els «insectívors» moderns.